# Limnas malyschevii
Limnas malyschevii är en gräsart som beskrevs av O.D.Nikif. Limnas malyschevii ingår i släktet Limnas och familjen gräs. Inga underarter finns listade i Catalogue of Life.